# 桜の風
桜の風（さくらのかぜ・中国語名:大连东瀛风）は、中華人民共和国・大連市の国営テレビである、大連テレビ局のニュース総合チャンネル第1チャンネルで放送されている日本語番組である。

## 番組概要
中国の国営放送局としては初の日本語番組である。
大連テレビ局は、大連市のニュース総合チャンネルで、現在8チャンネルを放送しているが、その中でも局の顔ともいえる第1チャンネルで放映している。
現在の放送時間は、中国時間で毎週土曜日昼12:00からであり、その他にも当日夜及び翌日の日曜日の昼12:20からも再放送がある。
大連在住日本人と、日本語を学習する中国人の為の番組のため、日本語と中国語の字幕が出ている。

## 主なコーナー
- 週間ニュース ：1週間の大連関係のニュース。日本からの訪問者の会談のニュースなど。
- ようこそ大連へ ：大連を訪問する日本の企業や個人などを紹介
- 第二の故郷 ：大連に在住している各分野 の日本の人々の仕事及び生活を紹介し、彼らの大連に対する思い、夢などをクローズ アップ
- 生活宅急便 ：大連地域の生活情報などを提供
- 故郷からの便り ：日本文化を紹介するコーナー。日本国総領事館所蔵の映像や、大連テレビ局が提携している日本のテレビ局提供のVTRから紹介。
- 文化の虹 ：両国の文化を紹介
- ふれあい
- クローズアップ経済
- 一期一会
- ワンポイントコーナー：同じ漢字で、中国語と日本語でちがう意味の単語を紹介するコーナー

## エピソード
- 日本政府は、番組制作上の機材供与として1000万円を無償援助している。

- これまで、中日のど自慢大会を８回、中日スピーチ作文コンテストなどイベントを毎年開催している。
- 中日のど自慢大会は、ニュースチャンネルの第１チャンネルと文化チャンネルの第4チャンネルで放送されている。

## キャスター
- 李若鵬：現在はプロデューサーも兼任している。
- 高昂：北九州市立大学に留学経験あり。
- 劉雪梅（愛称：ゆき）：日本名は小原雪枝。黒竜江省出身であるが、1995年祖母の故郷である日本へ家族一同で渡る。2004年3月に高知女子大学卒業後、大連テレビ局入社。
- 佐々木江梨：日本人キャスター。

## 過去のキャスター
- 三輪有里子：　元九州朝日放送アナウンサー。
- 堤満莉子：　　元ミス東京。フリーアナウンサー。
- 高瀬美咲：　　元テレビ新潟放送網アナウンサー、NHK長野放送局キャスター。
- 楢橋里彩：　　元NHK宇都宮放送局キャスター。
- 元場寛子：　　初めて公募で選ばれた日本人女性キャスター。
- 佃 由華：　　公募で選ばれた日本人女性キャスター。北海道札幌市出身。北海学園大学法学部在学中に同局のキャスターに就任した。
- 赤間寛司